# Лубянка (Быховский район)
Лубя́нка (бел. Лубянка) — деревня в составе Холстовского сельсовета Быховского района Могилёвской области Республики Беларусь.

## Географическое положение
Находится в 45 км от Могилёва, на берегу реки Греза, левого притока Друти.

## Население
- 1745 году — 101 душа мужского пола.
- 2010 год — 54 человека

## История
Первое упоминание относится к XVI веку, когда Лубянка входила в состав Быховского графства, принадлежавшего Ходкевичам. Позднее Лубяницкое имение было подарено Быховскому монастырю латеранских каноников (регулярных каноников).
В конце XVIII века имение включало само село Лубянка, стеклянный завод Гута, слободы Галеевка, Короткие, застенок Болоновка.
В 1913 году в наемном помещении действовала школа (в 1913 г. 46 м. и 7 д.).